# 錫納亞
錫納亞是位於羅馬尼亞普拉霍瓦縣的市鎮，是山區度假勝地。該鎮因錫納亞修道院而得名，而該修道院的名字則來自聖經中的西奈山。該鎮圍繞着錫納亞修道院而建成，人口14,636（2002年）。羅馬尼亞國王卡羅爾一世在該鎮附近建造了夏天宮殿佩萊什城堡。
錫納亞位於普拉霍瓦河流域河谷，在普洛耶什蒂的西北約60公里，海拔高度介乎767和860米。
該地是熱門的遠足和冬季運動舉行地點，尤其是高山滑雪。錫納亞也是羅馬尼亞作曲家喬治·埃內斯庫夏日度假的地方。

## 氣候
屬於低海拔山口氣候的一個特點。一年的平均溫度為8°C，6月平均溫度為15°C，1月平均溫度則為-4°C。
初夏非常多雨，冬天氣候不嚴寒，但會有大雪。年平均降雨量為900毫米。最高降雨量的月份是6月（173毫米），最少降雨量的月份為九月（55毫米）和二月（40毫米）。
通常在11月開始積雪，3月到4月融化，有時遲至5月初融化。積雪厚度介乎20厘米至3米不等。近年來，錫納亞已經感受到全球氣候變化的影響，有較短的夏季，氣溫經常超過30℃，而春季和秋季的長度略有減少，冬季則相對較長（10月底-5月初），亦出現整個星期都有霜凍（-19°C至25°C）和暴風雪的冬天。

## 自然保育
在錫納亞和其周圍，砍伐或摘取植物受到限制：砍伐樹木是不允許的，摘取高山植物亦被禁止。旅客只可在指定的地方露營。錫納亞位於Bucegi自然公園區域的山區。該公園佔地總面積326.63平方公里，其中58.05平方千米受嚴格的保護。